# Asparn an der Zaya
Asparn an der Zaya es una localidad del distrito de Mistelbach, en el estado de Baja Austria, Austria, con una población estimada a principio del año 2018 de 1865 habitantes. 
Se encuentra ubicada al noreste del estado, al norte de Viena y cerca de las fronteras con República Checa y Eslovaquia.

## Excavación
En la masacre de Schletz, más de 200 personas del Neolítico fueron asesinadas a finales del periodo de la cerámica lineal antes de ser arrojadas descuidadamente a una fosa común en el emplazamiento del actual pueblo de Schletz (municipio de Asparn an der Zaya, en la Baja Austria).
La zona de asentamiento de Schletz, a unos 50 kilómetros al norte de Viena, fue investigada arqueológicamente entre 1983 y 2005. Un foso oval rodeaba el asentamiento. Tenía una anchura de hasta cuatro metros, una profundidad de dos metros y un diámetro longitudinal de 330 metros. El interior del asentamiento era accesible a través de puentes de tierra. En su interior se encontraron los planos de 12 longhouses.
En el transcurso de las excavaciones, que hasta ahora han cubierto el 20% del yacimiento, se descubrieron esqueletos de unos 200 individuos en la trinchera exterior, la mayoría de los cuales murieron a causa de graves heridas en el cráneo provocadas por objetos contundentes (cuñas de horma de zapato), en un caso también por disparos de flecha. Como las trincheras permanecían abiertas, la posición de algunos de los cuerpos se vio alterada por daños causados por animales. La mayoría de los muertos estaban tumbados en decúbito prono. A muchos de los esqueletos les faltaban brazos o piernas. También se encontraron cráneos cortados por separado. Apenas había mujeres jóvenes entre los muertos. 
Después, la zona de asentamiento dejó de estar habitada.
Por tanto, la masacre de Schletz tuvo lugar al mismo tiempo que las de Kilianstädten (Hesse) y Talheim (Baden-Wurtemberg).